# Banchette
Banchette là một đô thị ở tỉnh Torino trong vùng Piedmont, có vị trí cách khoảng 45 km về phía đông bắc của Torino, nước Ý. Tại thời điểm ngày 31 tháng 12 năm 2004, đô thị này có dân số 3.440 người và diện tích là 2,2 km².
Banchette giáp các đô thị: Ivrea, Fiorano Canavese, Salerano Canavese, Samone, và Pavone Canavese.